# فوج المشاة غروس دویتشلاند
فوج المشاة Großdeutschland ( (بالألمانية: Infanterie-Regiment "Großdeutschland") ؛ فوج المشاة «ألمانيا الكبرى» وحدة احتفالية ونخبوية للجيش الألماني شهدت تحركًا خلال الحرب العالمية الثانية. تأسست في عام 1921 وكانت تعرف باسم Wachregiment Berlin. تم تغيير اسمها غلى Infanterie-Regiment Großdeutschland في عام 1939، وخدم الفوج في الحملات في فرنسا والدول المنخفضة. ثم خدم حصريًا على الجبهة الشرقية حتى نهاية الحرب. تم تدميرها بالقرب من بيلاو في مايو 1945.
يُنظر إلى Großdeutschland أحيانًا عن طريق الخطأ على أنها جزء من فافن إس إس، بينما كانت في الواقع وحدة من الجيش الألماني النظامي ( هير). في عام 1942 تم توسيعها إلى فرقةGroßdeutschland، الفرقة الأفضل تجهيزًا في الفيرماخت، الذي تلقت المعدات قبل جميع الوحدات الأخرى، بما في ذلك بعض وحدات فافن-إس إس؛ ومع ذلك، بقي فوجًا داخل فرقة وتم تغيير اسمه إلى Grenadier-Regiment Großdeutschland. ثم إلى اسمها النهائي، Panzergrenadier-Regiment Großdeutschland في عام 1943.

## التكوين Wachregiment Berlin

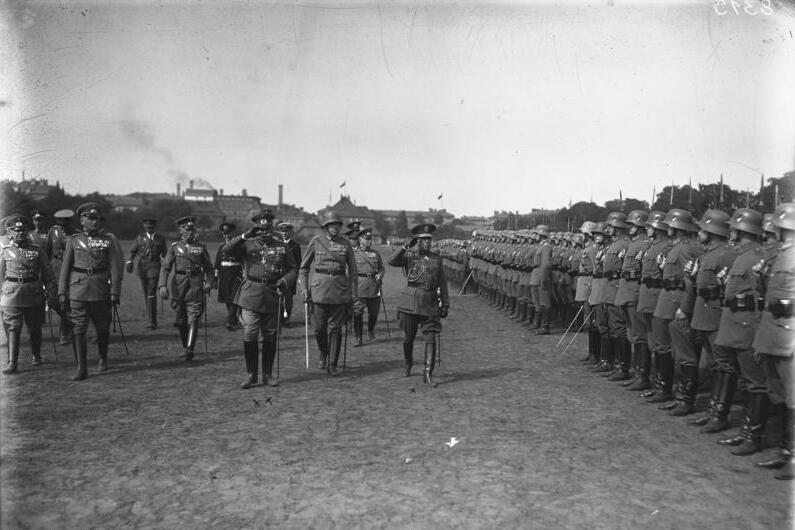
ال Kommando der Wachtruppe في عام 1929

بعد معاهدة فرساي، اقتصرت القوات البرية الألمانية ( الرايخويهر ) على 100،000 رجل فقط. جمهورية فايمار كانت بعيدة عن أن تكون آمنة. كان قدامى المحاربين يشكلون مجموعات خاصة بأجندتهم السياسية الخاصة (انظر فرايكوربس ). اشتبكت الجماعات الشيوعية والفاشية في الشوارع، وكان من المقرر أن يؤخذ خطر الانقلاب السياسي على محمل الجد.

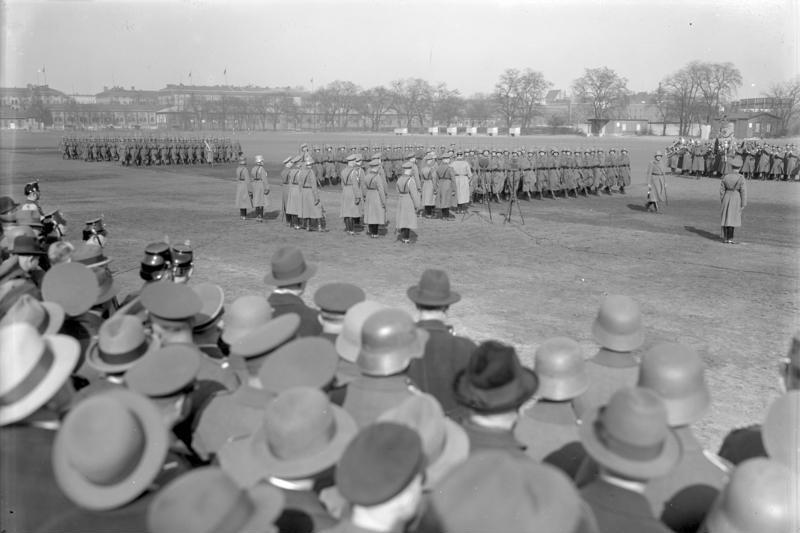
Bundesarchiv Bild 102-13187 ، برلين ، Parade der 1932

لتقويض خطر اإنقلاب، تأسست Wachregiment Berlin في أوائل عام 1921. إلى جانب الدفاع عن الجمهورية الوليدة، تم استخدام Wachregiment للقيام بالواجبات الاحتفالية والتمثيلية مثل المسيرات وواجبات الحراسة في العاصمة. كان Wachregiment قصيرة الأجل، وتم حلها في يونيو 1921. ومع ذلك سرعان ما تم إعادة تشكيل الوحدة باسم Kommando der Wachtruppe (مضاءة. قيادة قوات الحرس)، وهي وحدة لها نفس واجبات Wachregiment .

## فوج المشاة Großdeutschland 11 أبريل 1942

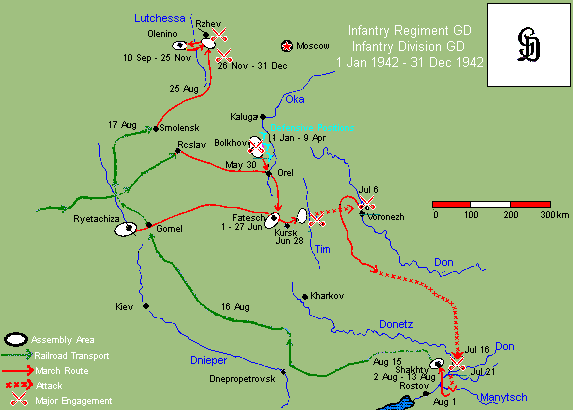
خريطة من موقع deutschesoldaten.com.